# Площадь государственного флага (Душанбе)
Площадь государственного флага (тадж. Боғи парчами Тоҷикистон) — площадь (парк) в городе Душанбе, на которой расположен Государственный флаг Республики Таджикистан.

## Характеристика
Площадь государственного флага Республики Таджикистан находится в центральной части города Душанбе, слева от Дворца наций, на левобережье реки Душанбинки. В планировку площади (парка) вошли искусственное озеро с фонтаном, широкие прямоугольные аллеи с каскадом фонтанов, малые архитектурные формы, скульптуры, изображающие исторических героев прошлого и новое здание Национального музея Таджикистана. Вся территория площади (парка) оформлена аллеями и дорожками со скамейками в сочетании с ковровой зеленью, деревьями, цветами и декоративными кустарниками.

## История
Согласно генеральному плану города Душанбе 1966 г., затем 1983 г. (архитекторы В. Бугаев, И. Головина, Ф. Сайфиддинов, О. Васильева, Н. Ульянова, инженер А. Соин) и впоследствии после объявления конкурса проектов по застройке государственного комплекса, в центре города была запроектирована территория для строительства государственного комплекса, включающая Дворец наций, площади государственного флага и государственного герба и др. сооружения.
Строительство флагштока началось 24 ноября 2010 года, когда Таджикистан праздновал День национального флага. Официальное открытие состоялось 30 августа 2011 года и было приурочено к 20-летию независимости республики, которое отмечалось 9 сентября. Флагшток, сооружённый в Таджикистане, вошёл в Книгу рекордов Гиннесса как самый высокий флагшток в мире. Соответствующий сертификат был вручён президенту Таджикистана представителем Книги рекордов Гиннесса. Высота флагштока составила 165 м. Площадь флага — 1800 м², ширина — 30 м, длина — 60 м, вес — 420 кг.
Этот флагшток являлся самым высоким до сентября 2014 года, когда в Джидде (Саудовская Аравия) установили флагшток высотой 170 метров.